# Euchirella pseudopulchra
Euchirella pseudopulchra är en kräftdjursart som beskrevs av Mungo Park 1976. Euchirella pseudopulchra ingår i släktet Euchirella och familjen Aetideidae. Inga underarter finns listade i Catalogue of Life.